# پرستودریایی شکم‌سیاه
پرستودریایی شکم‌سیاه (نام علمی: Sterna acuticauda) نام یک گونه از تیرۀ کاکاییان است.